# سرگی کاردونا
سرگی کاردونا (انگلیسی: Sergi Cardona؛ زادهٔ ۸ ژوئیهٔ ۱۹۹۹) بازیکن فوتبال اهل اسپانیا است.
از باشگاه‌هایی که در آن بازی کرده‌است می‌توان به باشگاه خیمناستیک تاراگونا اشاره کرد.